# Wald am Schoberpaß
Wald am Schoberpaß är en ort och kommun i Österrike. Den ligger i distriktet Leoben i förbundslandet Steiermark.
Kommunen består av tre orter (Ortschaften) (inom parentes invånarantal 1 januari 2024):
- Liesing (20)
- Melling (2)
- Wald am Schoberpaß (501)